# هارولد وليامز
هارولد وليامز (بالإنجليزية: Harold Williams) (و. 1934 – 2010 م) هو جيولوجي، من كندا، ولد في سانت جونز، توفي في سانت جونز، عن عمر يناهز 76 عاماً.

## التعليم
تعلم في جامعة تورنتو.